# Animal (film 2001)
Animal (The Animal) è un film del 2001 diretto da Luke Greenfield, con protagonista Rob Schneider.

## Trama
Marvin è un archivista che lavora in un distretto di polizia. Nonostante sogni di essere un eccellente poliziotto, ciò di cui ha bisogno è di superare la prova di resistenza fisica, che fallisce svariate volte. Durante una giornata in cui rimane da solo in centrale, riceve un'emergenza e si reca lì, poiché nessuno era reperibile. Il malcapitato, purtroppo, si ritroverà soggetto ad un incidente, e verrà salvato dal dottor Wilder, il quale riassemblerà il suo corpo con organi animali. Tra fattori positivi e negativi, Marvin dovrà imparare a controllare i suoi istinti animali e riuscire a conquistare la bella ambientalista Rianna.